# Angus Scott
Angus Scott (Reino Unido, 16 de agosto de 1927-16 de marzo de 1990) fue un atleta británico especializado en la prueba de 4x400 m, en la que consiguió ser campeón europeo en 1950.

## Carrera deportiva
En el Campeonato Europeo de Atletismo de 1950 ganó la medalla de oro en los relevos de 4x400 metros, llegando a meta en un tiempo de 3:10.2 segundos que fue récord de los campeonatos, por delante de Italia y Suecia (bronce).